# این والس از آن تو
این والس از آن تو (به انگلیسی: Take This Waltz) فیلمی کمدی-درام محصول سال ۲۰۱۱ میلادی می‌باشد.
فیلم حول محور مارگوی ۲۸ ساله است که در مورد احساسات خود نسبت به همسرش دچار دوگانگی‌ست، در این حین وارد رابطهٔ چالش‌برانگیزی با همسایهٔ جدید خود می‌شود.
این فیلم دوّمین فیلم طولانی سارا پلی است که میشل ویلیامز، ست روگن و لوک کیربی در آن به ایفای نقش پرداخته‌اند.